# МАЗ 251
МАЗ 251 — білоруський туристичний автобус великого класу, що випускається на Мінському автомобільному заводі з 2006 року. 

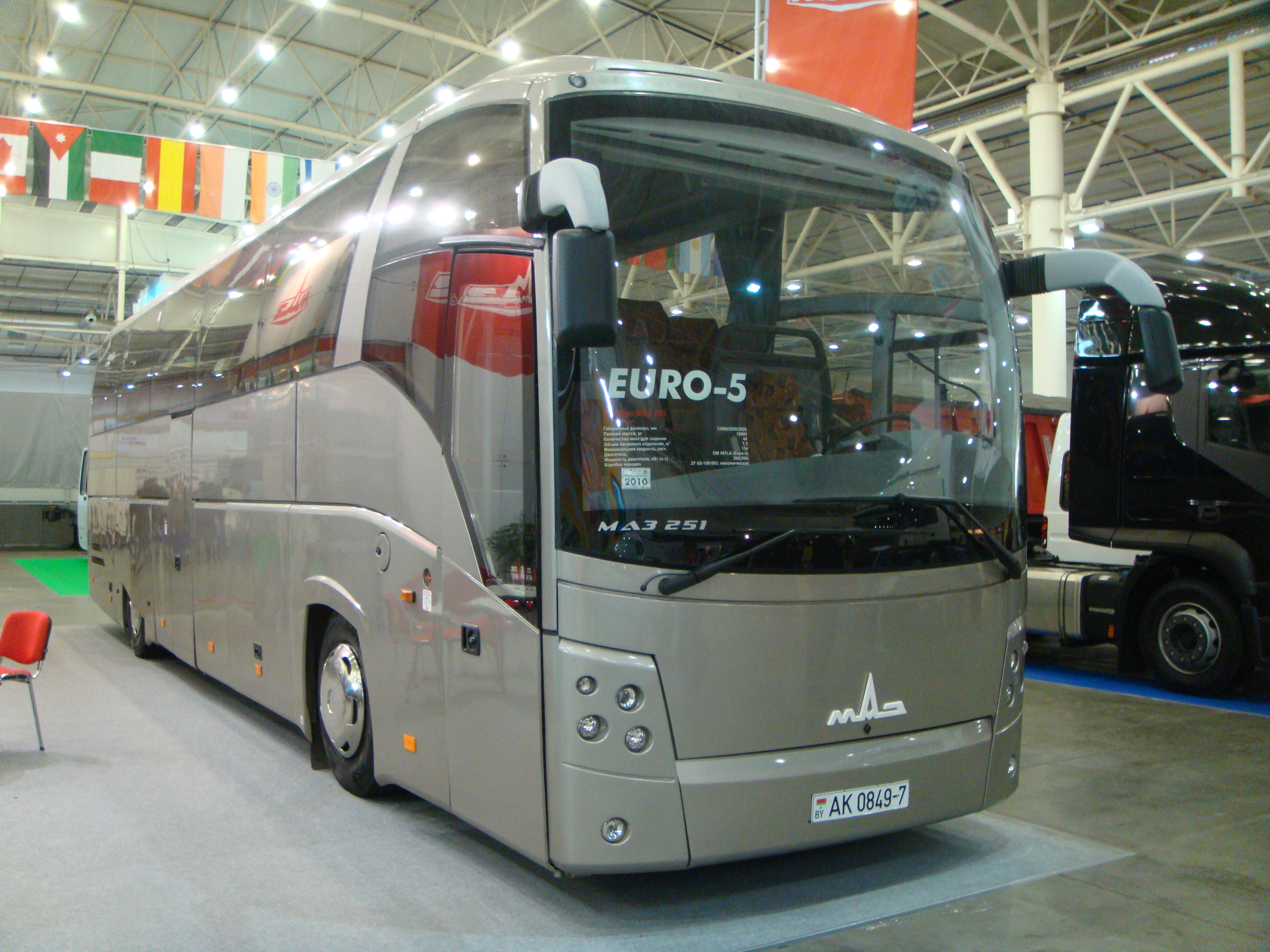
MAZ 251

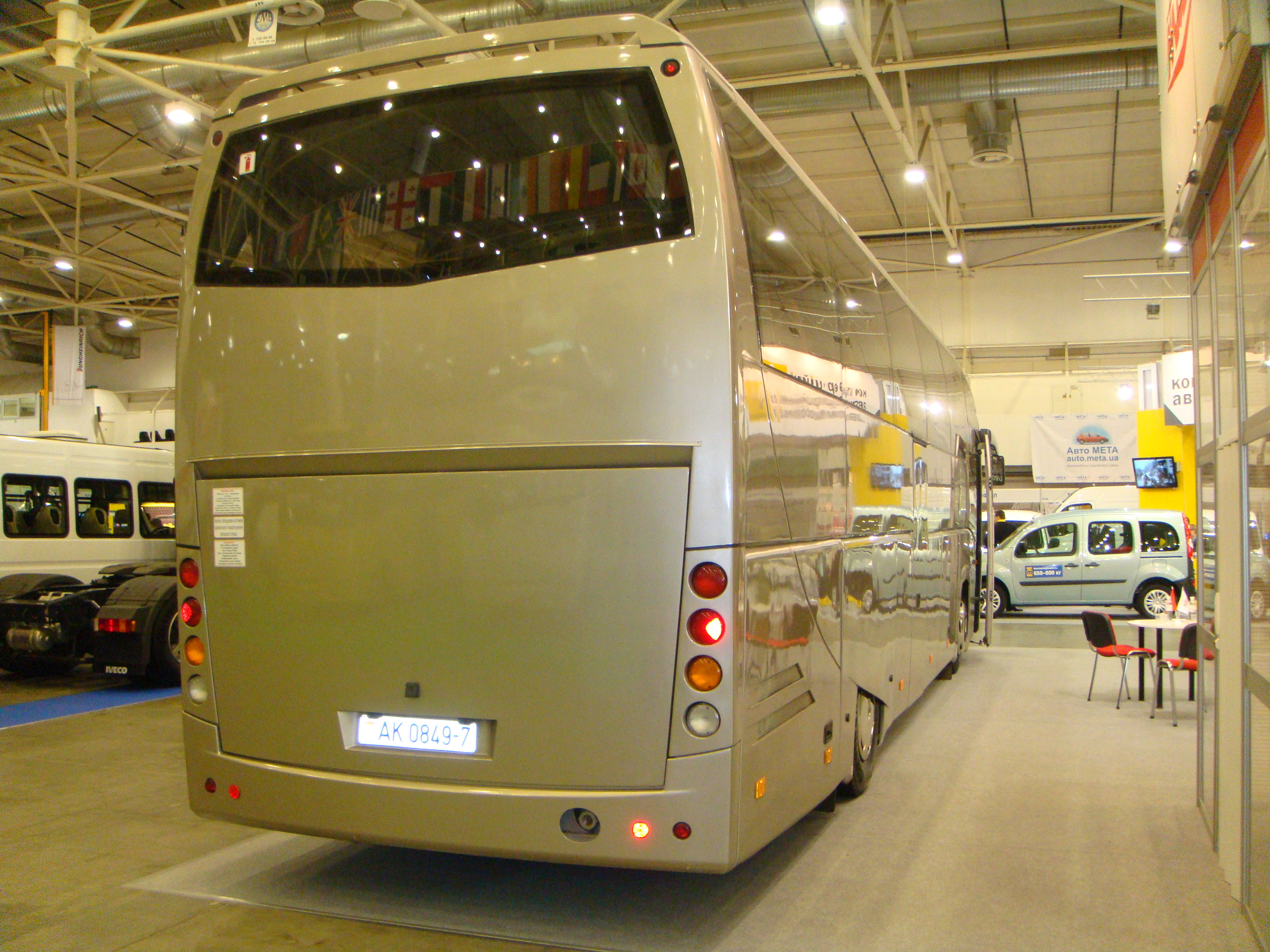
MAZ 251

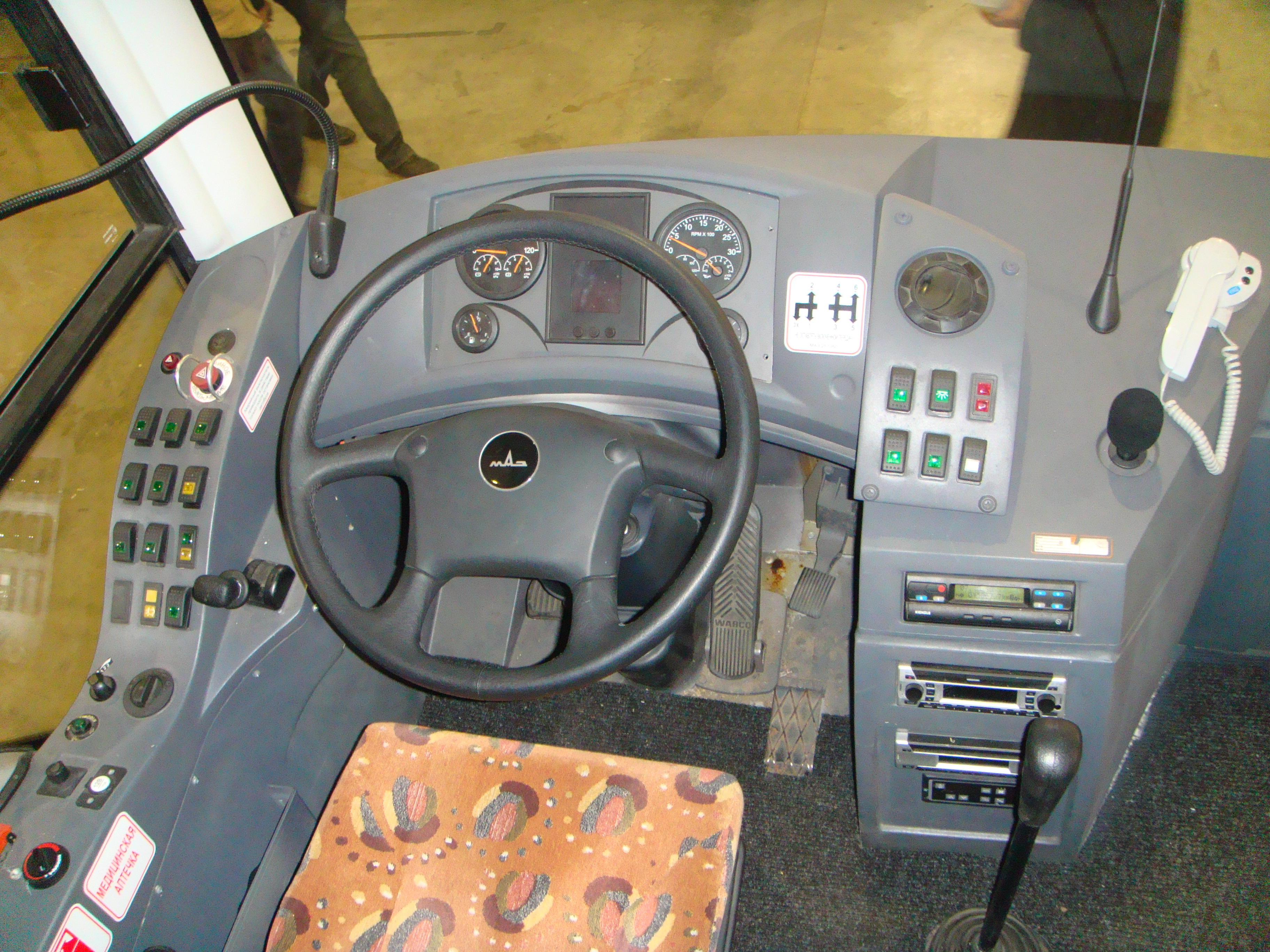
MAZ 251

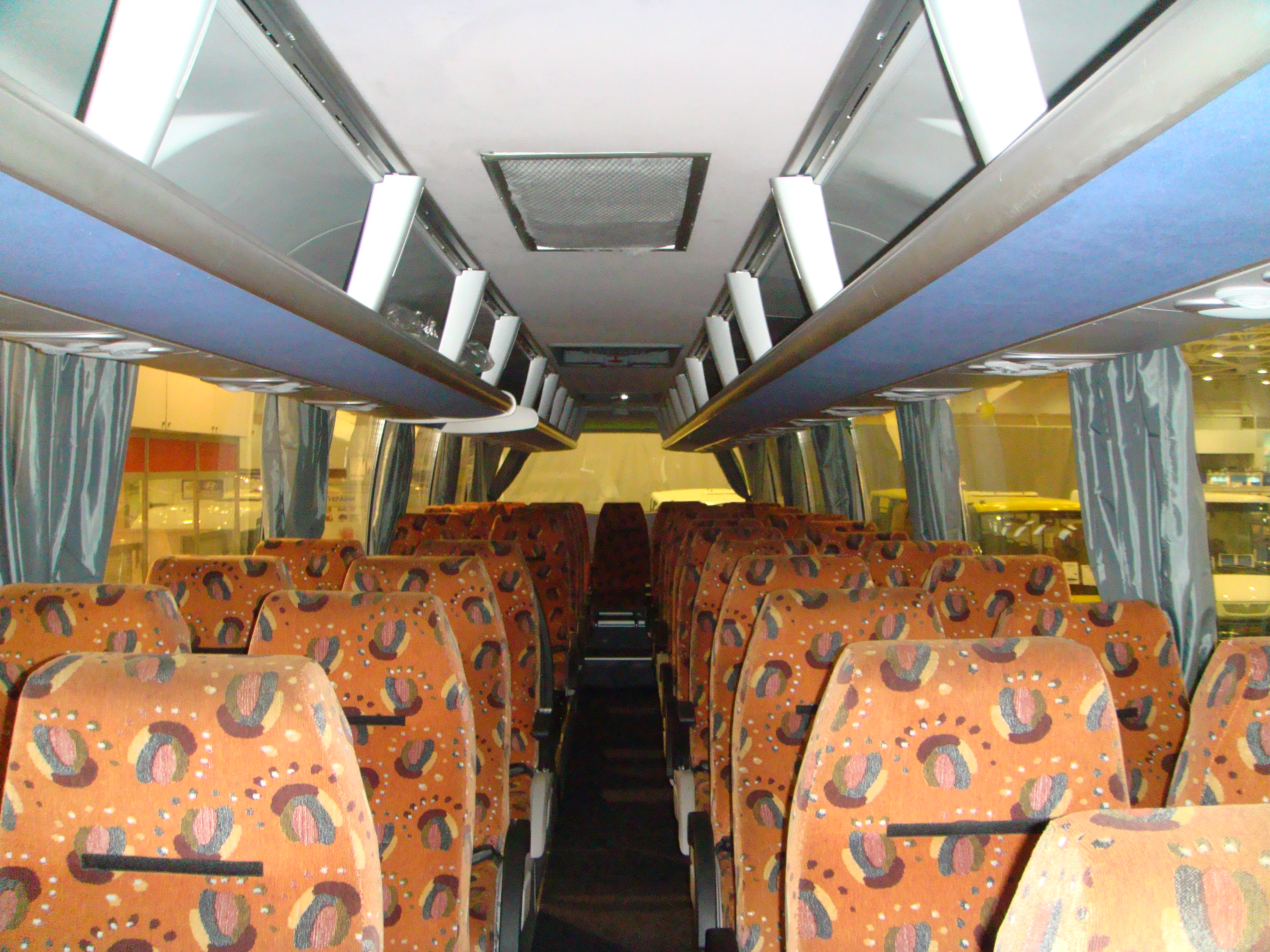
MAZ 251

Технологія виготовлення кузова спільна для всіх автобусів МАЗ другого покоління (МАЗ-256, МАЗ-203, МАЗ-206) - пластикові панелі обшивки, і скла вклеєні в каркас, відсутні профілі накладок на швах. Застосовано лобове скло панорамного типу, а бічні стекла - подвійні склопакети з тонуванням зовнішнього скла. У пасажирському салоні автобуса може бути встановлено від 46 до 53 місць. Автобус має велике багажне відділення об'ємом 11 м³, м'які сидіння з регулюваннями, кондиціонер, кухню, туалет, аудіо-і відеосистеми. Кожне пасажирське місце оснащене індивідуальною системою освітлення та вентиляції. 
Пневматична підвіска і передньої осі, і заднього моста з електронним управлінням забезпечує плавність ходу. На автобусі застосовується двигун MAN потужністю 360 к.с. відповідний нормам Euro 3. Для підвищення маневровості кут повороту передніх коліс збільшений до 58 ° 
Під час першої демонстрації автобуса на Мотор-шоу 2004 у Москві МАЗ-251 отримав два призи. Перший - від професійного журі, «Найкращий міжнародний туристичний автобус MIMS-2004». Другий - від відвідувачів виставки, «Найкращий автобус MIMS-2004». 
Зацікавленість в автобусі висловили і в країнах ЄС, наприклад один з замовлень надійшов від мера Румунського міста Констанца. 
До початку 2006 було випущено чотири машини, на яких було проведено повний цикл заводських та сертифікаційних випробувань. Серійне виробництво туристичного автобуса міжнародного класу МАЗ-251 почалося в травні 2006. Всього станом на грудень 2007 було випущено більше 30 машин .

## Виноски
1. ↑  Надежда сел и малых городов [Архівовано 26 червня 2009 у Wayback Machine.] 19.12.2007